# Saint Martin (ciruela)
Saint Martin sin.Coe’s Late Red, es una variedad cultivar de ciruelo (Prunus domestica), de las denominadas ciruelas europeas,
una variedad de ciruela que se cree oriunda de Francia, y en los países anglosajones se conoce como  'Coe’s Late Red'. Las frutas tienen un tamaño mediano, color de piel rojo brillante a violeta claro, con punteado de numerosos puntos amarillos pequeños, y pulpa de color amarillo verdoso o ambarino, con textura crujiente, firme, medianamente acuosa, y sabor fresco y agridulce, agradable.

## Sinonimia
- "Coe's Late Red",
- "Prune Violette D'Octobre",
- "Rouge Tardive De Coe",
- "Saint-Martin Prune",
- "Saint Martin's",
- "Saint Martin's Quetsche",
- "Violette October Pflaume".[2]

## Historia
'Saint Martin' variedad de ciruela cuyos orígenes son muy antiguos, conocida en el área de lengua anglosajona como 'Coe’s Late Red'. Fue descrita en 1816 por Duhamel, y fue introducida en Inglaterra por Coe, que la rebautizó como "Coe's Late Red".
La ciruela 'Saint Martin' ha sido descrita por: 1. Lond. Hort. Soc. Cat. 152. 1831. 2. Downing Fr. Trees Am. 283. 1845. 3. Am. Pom. Soc. Cat. 55. 1852. 4. Elliott Fr. Book 414. 1854. 5. Mas Le Verger 6:49. 1866-73.
'Saint Martin' está cultivada en bancos de germoplasma de cultivos vivos tal como en National Fruit Collection (Colección Nacional de Fruta) de Reino Unido con el número de accesión: 1949-062 y Nombre Accesión : Saint Martin. Recibido por "The National Fruit Trials" (Probatorio Nacional de Fruta) procedente de "Wrest Park", Bedfordshire, para evaluar sus características en 1949.

## Características
'Saint Martin' árbol de porte extenso, crece moderadamente fuerte, con ramas largas, delgadas y colgantes, y da buenos frutos Tiene un tiempo de floración que comienza a partir del 17 de abril con el 10% de floración, para el 21 de abril tiene una floración completa (80%), y para el 5 de mayo tiene un 90% de caída de pétalos.
'Saint Martin' tiene una talla de tamaño mediano (peso promedio de 27gr), de forma redondeada, ligeramente ancha en la parte superior, presenta sutura profunda y ancha; epidermis tiene una piel muy fuerte, pruina abundante, muy fina, azulado violácea, no se aprecia pubescencia, siendo el color de la piel rojo brillante a violeta claro, con punteado de numerosos puntos amarillos pequeños; pedúnculo mediano (longitud promedio 9,38mm), ligeramente pubescente, fuertemente adherido al fruto, siendo su cavidad  peduncular casi nula, superficial, casi imperceptiblemente rebajada en la sutura; pulpa de color amarillo verdoso o ambarino, con textura crujiente, firme, medianamente acuosa, y sabor fresco y agridulce, agradable.
Hueso semi libre, mediano, elíptico, poco notable, con surcos finos pero bien acusados, caras laterales de
superficie arenosa, semi lisa.
Su tiempo de recogida de cosecha se inicia en su maduración a finales de octubre y puede durar un mes o seis semanas más en el árbol. Al principio la fruta suele ser demasiado ácida. La fruta tiene mejor sabor después de haber estado expuesta a las heladas.

## Usos
La ciruela 'Saint Martin' se utiliza tanto en fresco como postre en mesa, como en elaboraciones culinarias.